# 上帝的骰子
《上帝的骰子》是郭箏於1991年獲得洪醒夫小說獎的短篇作品，收錄於郭箏的短篇小說集《好個翹課天》。
小說以第二人稱「你」描述一個台北人開車帶著妻子女兒路過一個小鎮，卻被雜貨店旁老漢們的「擲骰子」遊戲所吸引。「你」開始沉迷於這個賭博遊戲，甚至讓妻子憤而帶著女兒返回台北，於是「你」就在小鎮常住。某日「你」在一次「擲骰子」遊戲中連續擲出了七次「十八」，「證明了神的存在」。但在某天夜裡，「你」將所有錢輸個精光，但又奇蹟似的以裁縫店老闆娘借的一塊錢，贏回了一百零四萬。妻子在某日帶著離婚協議書，從台北來到小鎮，「你」讓出了房子、車子、存款和女兒。當晚散局後，「你」在黑暗中對著賭友說出，總有一天要製造出「人類有史以來最壯觀的景象」……。
小說中的「台北」和「海碗」象徵著現實世界和心靈世界，「海碗」成了真正能得到快樂的出口，在賭局中專注於單一事物的奧秘中，達到前所未有的滿足。與沒有自我、充滿壓力的「台北」相比，「海碗」毋寧說是「形而上的田園」。鍾怡雯及陳大為指出：「所謂參透了上帝擲骰子的秘密，其實就是參透了自我，重新掌握了命運」。